# Microimpresión

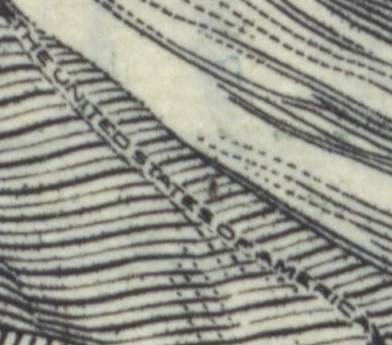
Acercamiento de una microimpresión incluida en un billete papel de 100 dólares de Estados Unidos.

La microimpresión es la producción de patrones o caracteres reconocibles en un medio impreso a una escala que requiere un aumento para leer a simple vista. A simple vista, el texto puede aparecer como una línea continua. Los intentos de reproducir por métodos de fotocopia, escaneo de imágenes o pantógrafo se traducen típicamente como una línea continua o punteada, a menos que el método de reproducción pueda identificar y recrear patrones a tal escala. La microimpresión se utiliza principalmente como técnica contra la falsificación, debido a su imposibilidad de reproducirse fácilmente mediante métodos digitales generalizados.
Si bien la microfotografía precede a la microimpresión, la microimpresión fue influenciada significativamente por Albert Boni en 1934 cuando se inspiró en su amigo, escritor y editor Manuel Komroff, quien mostraba sus experimentaciones relacionadas con la ampliación de fotografías. Boni pensó que si podía reducir las fotografías en lugar de ampliarlas, esta tecnología podría permitir a las empresas de publicación y bibliotecas acceder a cantidades mucho mayores de datos a un costo mínimo de material y espacio de almacenamiento. Durante la década siguiente, Boni trabajó para desarrollar microimpresión, un proceso micro-opaco en el que las páginas se fotografiaban con microfilm de 35 mm y se imprimían en tarjetas con litografía offset. (Patente de EE. UU. 2260551A, Patente de EE.UU. 2260552A) Este proceso demostró producir una tarjeta de 6" por 9" (15 cm x 23cm) que almacenaba 100 páginas de texto de las publicaciones de tamaño normal que estaba reproduciendo. Boni fundó la empresa Readex Microprint para producir y licenciar esta tecnología. También publicó el artículo "A Guide to the Literature of Photography and Related Subjects" (1943), que apareció en un número 18 complementario del Photo-Lab Index.

## Usos
El papel moneda exhibe comúnmente la más alta calidad (tamaño más pequeño) de microimpresión porque exige el más alto nivel de disuasión contra la falsificación. Por ejemplo, en el billete de veinte dólares estadounidenses de la serie 2004, la microimpresión está oculta dentro del borde en la esquina inferior izquierda del anverso (anverso), así como en el fondo de la leyenda "Twenty USA".

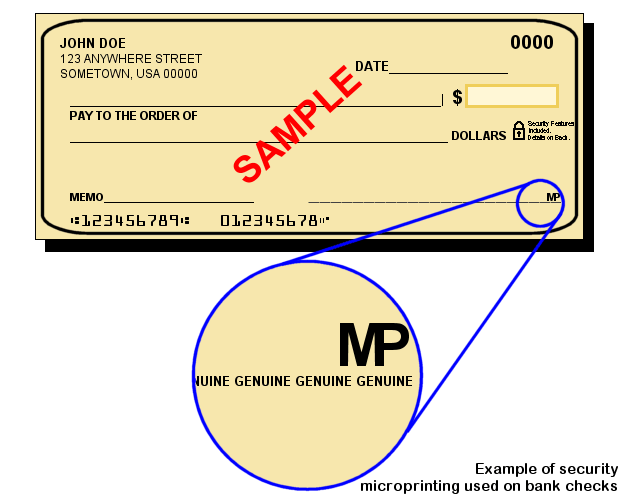
Impresión de los caracteres MP comúnmente utilizado en los cheques de banco en Estados Unidos.

Los cheques bancarios, así como varios otros artículos de valor, también pueden aprovechar los métodos de microimpresión, pero generalmente no son de un tamaño tan extremo. Por ejemplo, los cheques bancarios personales suelen colocar los caracteres MP junto a la línea de firma del cheque; estos caracteres representan microimpresiones e indican que la línea de firma u otras características de verificación son en realidad caracteres microimpresos. Los caracteres microimpresos se utilizan como una característica contra la falsificación debido a su dificultad para reproducirse, mientras que el MP prominente sirve como una advertencia disuasoria abierta de que el artículo emplea microimpresión.
Si bien la microimpresión a algunas escalas puede ser legible para el ojo humano sin microscopía, no hay diferenciación entre la microimpresión a estas diferentes escalas.
El primer sello postal de los Estados Unidos que incorporó la microimpresión fue la Serie American Wildflower presentada por el Servicio Postal de los Estados Unidos en 1992. También fue el primer sello conmemorativo producido íntegramente mediante litografía offset. Desde entonces, se han emitido otros sellos con microimpresión más compleja incorporada junto con fechas, palabras y abreviaturas e incluso diseños de sellos completos compuestos por letras de microimpresión.

## Producción

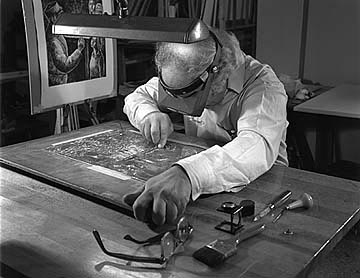
Preparación de una plancha de impresión litográfica.

La microimpresión de la escala más pequeña solo es reproducible a mano usando planchas grabadas de impresión offset u otro método de  grabado a buril.

Ilustración de reconocimiento de caracteres por tinta magnética: números del 0 al 9 usados en los bancos. Tipografía: GnuMICR

Las impresoras digitales de microtexto utilizan tipos y tintas especialmente diseñados a tal efecto. La tinta más comúnmente utilizada son partículas de tóner MICR (Reconocimiento de caracteres por tinta magnética) pero también pueden ser tóneres basados en poliéster y tóneres basados en polímero de acrilato estireno.  La tinta no se encuentra limitada a la escala de grises, pero también se pueden usar tóneres de color y hasta tóneres más especializados conteniendo tintes sensibles a radiación ultravioleta o infrarroja y que produce fluorescencia cuando se la expone a estas radiaciones.

## Microtexto y microtipos
Microimpresión del tamaño lograble por otros métodos de impresión no puede ser producida con una impresora digital independientemente de cual sea la resolución del dispositivo. Algunos tipos digitales se diseñan específicamente´para ser utilizados en microimpresión. Estos tipos pseudo microimpresión son denominados microtexto.
Xerox fue aclamado por desarrollar una fuente de microtexto que, según ellos, podía producir caracteres de 0,25 mm de alto; lo que  equivale a 0,72 puntos. 
En abril de 2015, Videojet Technologies lanzó sus impresoras de inyección de tinta continua (CIJ) y  la serie 1650 de alta resolución (HR), que se dice que son capaces de imprimir caracteres de tamaño de subpíxeles tan pequeños como 0,6 mm de altura (equivalente a 1,70079 puntos). Las impresoras utilizan una boquilla de 40 micrones que produce más de 100.000 gotas de tinta por segundo. Si bien estas impresoras hacen que la microimpresión sea más rápida y fácil de producir digitalmente, aún no han alcanzado el tamaño real de subpíxeles de menos de 1 punto.
La escala más pequeña de microtexto que puede producir una impresora láser es de 0,5 punto.

## Microestructuras
Usando tintas de nanopartículas de oro sobre un sustrato de vidrio, los científicos demostraron que les era posible controlar la producción de patrones de impresión a una escala de 2 micrones. Después de la impresión, la suspensión de tinta de nanopartículas se calentó usando un láser gaussiano; a medida que se calentaba, el vidrio se expandía debido a la conductividad térmica de la nano-tinta de oro. En experimentos posteriores, pudieron fusionar las nanopartículas en una formación más compacta, una línea conductora continua. Dichos experimentos no incluían directamente caracteres de fuente, pero podrían traducirse en ese uso.